# Kurama
Kurama (蔵馬) egy 1000 éves (egyesek szerint 300 éves) kegyetlen rókadémon volt a Yu Yu Hakusho című animében, akinek egy súlyos sérülés miatt az emberi világba kellett menekülnie, és ott Minamino Súicsi (南野 秀一; Hepburn: Minamino Shūichi)-ként született újjá.

## Jóko Kurama
Egy kegyetlen rókadémon volt az alvilágban. Félelmetes, híresen kegyetlen bandita volt. Egyik rablásuk alkalmával Kuronue-val elrabolt egy tükröt, ekkor barátja elvesztette a nyakláncát, aki vissza ment érte, de az ellenség, aki üldözte őket elkapta és megölte. Később egy szellem (a 2. filmben) felvette Kuronue alakját, és azzal vádolta Kuramát, hogy ő volt az aki elvágta a medálja láncát, mivel meg akart tőle szabadulni, mert tudta, hogy úgy is visszamegy érte. Később volt még egy "barátja" az alvilágban, Jomi, aki az alvilág egyik ura lett. Jomi-val szintén az alvilág kincseit lopkodták (azért hogy féljenek tőlük és így ők legyenek az alvilág urai), de mivel Jomi nagyon akaratos és megfontolatlan volt, ezért Kurama meg akarta tanítani a hidegfejűséget, észszerű gondolkást és a megfontoltságot. Ezért ráküldött egy gyilkost, hogy vakítsa meg (amit Jomi megtanult kezelni és úgy harcol mintha látna). Mindenesetre Kurama elérte a célját. 
Rá nagyjából 1000 évre Jomi királyként megkérdezte a gyilkost, hogy ki küldte (Kurama jelenlétében). Jomi ekkor megértette és szinte megköszönte neki, hogy ráküldte a gyilkost. Utána Kurama egyesült Jomi hadseregével és néhány szörnyből 6 hónap alatt S osztályú szörnyet csinált.

## Minamino Súicsi
Jóko Kuramának sérülése miatt menekülnie kellett ellensége elől, hogy életben tudjon maradni. Ezért átmenekült az emberi világba, itt egy gyermek, Minamino Súicsi testében született újjá.
A kegyetlen démon bandita Jóko Kurama és az ember Minamino Súicsi lelke összeolvadt. A démon kezdte megszeretni az emberi világot és az embereket, főleg a családját. E miatt amikor "édesanyja" Minamino Siori súlyosan megbetegedett, Hieiel és Góki-val elrabolta a három szent tárgyat, amelyek között lévő varázstükörrel akarta megmenteni az édesanyját. Ekkor találkozott Uramesi Júszukevel, az akkori szellemdetektívvel, akinek az volt a feladata hogy szerezze vissza a három elrabolt tárgyat. Eközben összebarátkozott Júszukével és megmentették az édesanyját is.

## Tulajdonságai, képességei
- Különleges képességével bármilyen növényből fegyvert tud készíteni (kedvence a rózsaostor), e mellett varázsmagokból különféle növényeket tud növeszteni.
- Az iskolában nagyon jó tanuló (iskolaelső), de igencsak visszahúzódó (például nem nagyon beszélget, inkább szünetekben is könyveket olvas). Biológia-szakkörre jár, ahol nagyon megbecsülik a tudását. A történelem a gyengéje.
- A családja és a barátai a legfontosabbak a számára. Vörös haja van és zöld szeme.
- Továbbá akiket szeret, azokat az élete árán is megvédené. Fontos, hogy mindig hideg fejjel gondolkodik és sok mindent tud. Tapasztalt és ravasz, mindig kimarad Júszukéék értelmetlen sértődős verekedéseiből. A legjobb barátja Hiei. Megtestesíti a tökéletesség ideálját.